# غول هوا
غول هوا (نام علمی: Aerotitan) نام یک سرده از تیره اژدرهایان است.